# Polacy w Estonii
Polacy w Estonii – polska mniejszość narodowa w Estonii

## Historia Polaków w Estonii

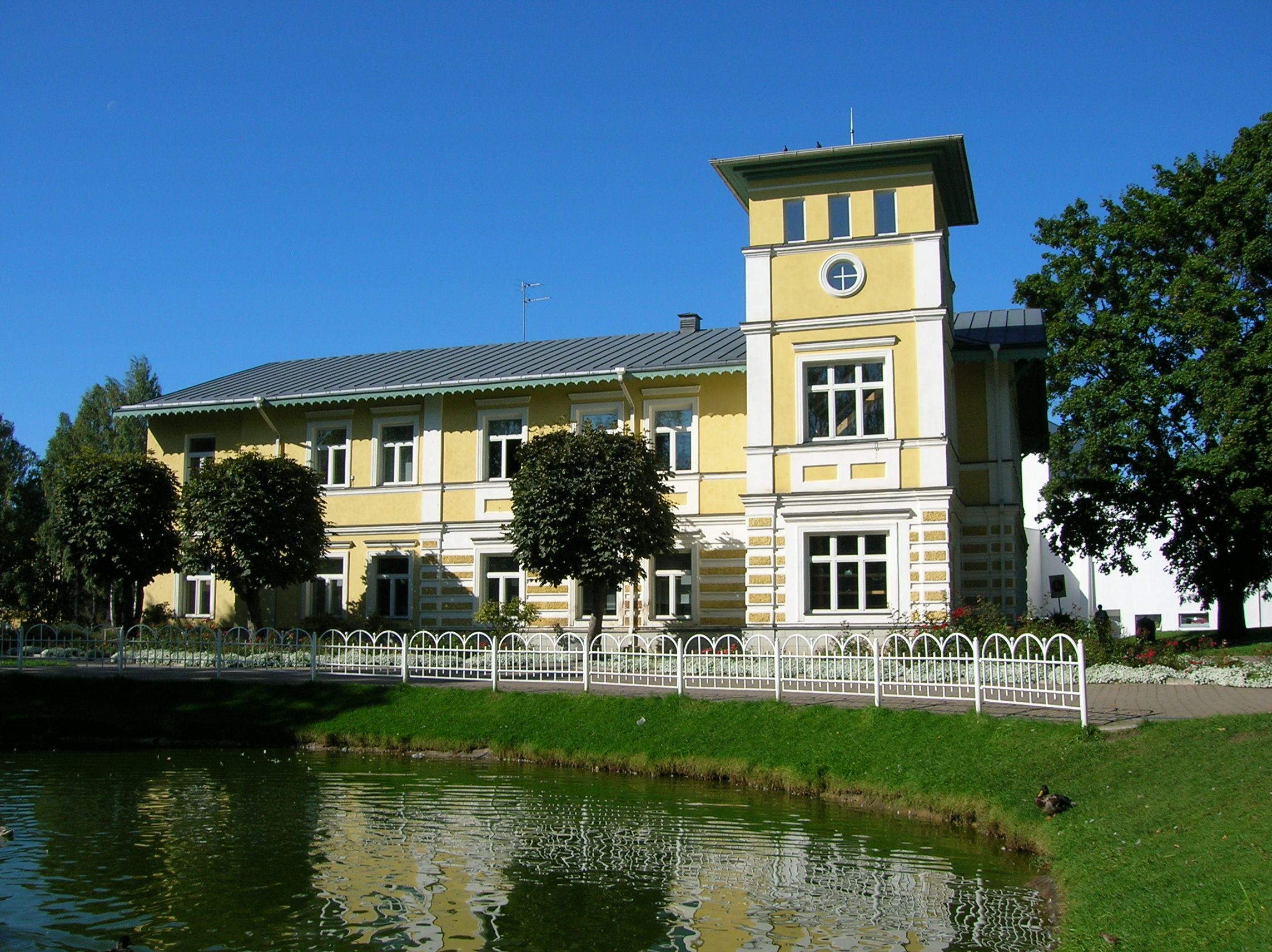
Miasto Valga otrzymało prawa miejskie w 1584 r. z rąk króla Polski Stefana Batorego

### Czasy Rzeczypospolitej Obojga Narodów
Historia Polaków na ziemi estońskiej sięga XVI wieku. Południowe tereny obecnej Estonii należały wówczas do Rzeczypospolitej Obojga Narodów. Administracyjnie były częścią województw parnawskiego i dorpackiego. Parnawa i Dorpat (obecnie Tartu) były najbardziej na północ wysuniętymi miastami wojewódzkimi w historii Polski, a Laiuse było najbardziej na północ położoną siedzibą starostwa. Polscy jezuici założyli kolegium w Dorpacie. Wraz ze zdobyciem miasta przez Szwedów (1625) jezuici zostali jednak z miasta wypędzeni, a kolegium zamknięto. Wśród innych znaczących wydarzeń tego okresu na tym obszarze były zwycięskie bitwy wojny polsko-szwedzkiej, m.in. pod Karksi i Fellinem.

### W składzie Imperium Rosyjskiego
W czasach zaborów, kiedy językiem wykładowym był nie rosyjski, lecz niemiecki, Uniwersytet w Dorpacie ukończyło wielu wybitnych Polaków m.in. Tytus Chałubiński, Konstanty Skirmunt i Bolesław Limanowski. Na uczelni tej pracowało też wielu polskich naukowców. To właśnie w Dorpacie powstała pierwsza polska korporacja akademicka – „Konwent Polonia”. W Dorpacie działały też inne polskie organizacje (m.in. Koło Młodzieży Polskiej, Towarzystwo Teologów Polskich, korporacja akademicka Lutyco-Venedya).

### Okres międzywojenny
W okresie międzywojennym do Estonii przybyło wielu polskich robotników szukających zatrudnienia w rolnictwie i przemyśle, przede wszystkim w estońskich stoczniach. Polska inteligencja skupiała się w Tallinnie i Dorpacie, gdzie powstały m.in. Związek Narodowy Polaków „Jutrzenka” (1929) i Związek Narodowy Polaków w Estonii (1930). Polką była m.in. pierwsza dama Estonii, żona generała Laidonera – Maria.

### W czasach Związku Radzieckiego
W czasach radzieckich wielu Polaków przybywało do Estonii z dawnych Kresów Wschodnich w celu poszukiwania pracy w kopalniach łupków bitumicznych oraz instytucjach i zakładach przemysłowych Tallinna, Dorpatu; grupa ta ulegała częściowej asymilacji, ale mimo tego liczba Polaków (notowana przez spisy ludności) dynamicznie wzrastała. Tak spis 1959 odnotował 2256 Polaków, w 1970 już 2651, w 1979 – 2896, w czasie ostatniego spisu ludności w ZSRR 3008 osób.

### Po odzyskaniu przez Estonię niepodległości

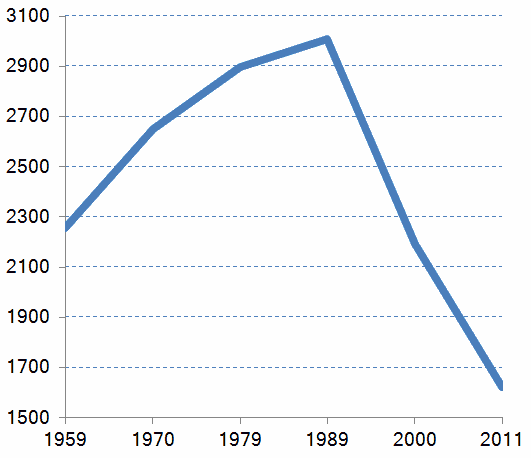
Dynamika populacji Polaków w Estonii według spisów narodowych

Sytuacja Polaków w Estonii zmieniła się po upadku ZSRR i odzyskaniu przez Estonię niepodległości. Już pierwszy w Estonii niezależnej spis narodowy odnotował gwałtowny spadek populacji Polaków: w porównaniu do spisu 1989 liczba Polaków skurczyła się z 3008 os. (w 1989) do 2193 (w 2000), czyli o 27,1%. Kurczenie się populacji Polaków trwało też w 2000–2011 kiedy populacja polska spadła do poziomu sprzed ponad pięćdziesięciu lat (o 46,1% mniej od 1989). Według estymacji bieżących liczba Polaków 1 stycznia 2012 miała być 1 972, ale spis narodowy na 31 grudnia 2011 odnotował tylko 1622 Polaków (o 17,7% mniej od estymacji bieżących oraz o 26,0% mniej od ostatniego spisu z 2000). Spadek populacji polskiej w Estonii został spowodowany przez szereg przyczyn, w tym emigracja z Estonii związana z problemami w otrzymaniu obywatelstwa estońskiego dla ludności napływowej (do której według ustawodawstwa Estonii należy większość tamtejszych Polaków) i związanymi z tym trudnościami integracji do społeczeństwa estońskiego. Część Polaków, którzy posiadają obywatelstwo Estonii wyjechała do innych krajów UE. Ujemny przyrost naturalny oraz asymilacja też miały wpływ na zmniejszenie się liczby Polaków w Estonii.

## Rozmieszczenie
Według statystyk bieżących w Estonii największym skupiskiem Polaków jest stolica Tallinn, gdzie mieszka prawie połowa populacji polskiej Estonii, drugie duże skupisko Polaków to północno-wschodnia prowincja Ida Viru (prawie ćwierć populacji polskiej Estonii).
| region               | spis 1989 | % od populacji Polaków | spis 2000 | % od populacji Polaków | spis 2011 | % od populacji Polaków |
| -------------------- | --------- | ---------------------- | --------- | ---------------------- | --------- | ---------------------- |
| Prowincja Harju      | 1523      | 50,6                   | 1 156     | 52,7                   | 982       | 59,0                   |
| w tym Tallinn        | 1240      | 41,2                   | 936       | 42,7                   | 768       | 46,2                   |
| Maardu               | b.d.      | b.d.                   | 93        | 4,2                    | 86        | 5,2                    |
| Virumaa Wschodnia    | 714       | 23,7                   | 529       | 24,1                   | 353       | 21,2                   |
| w tym Kohtla-Järve   | b.d.      | b.d.                   | 280       | 12,8                   | 174       | 10,5                   |
| Narwa                | b.d.      | b.d.                   | 127       | 5,8                    | 95        | 5,7                    |
| Prowincja Tartu      | 207       | 6,9                    | 160       | 7,3                    | 109       | 6,6                    |
| w tym Dorpat         | b.d.      | b.d.                   | 137       | 6,2                    | 92        | 5,5                    |
| Prowincja Lääne Viru | 136       | 4,5                    | 91        | 4,2                    | 54        | 3,2                    |
| Prowincja Pärnu      | 109       | 3,6                    | 83        | 3,8                    | 47        | 2,8                    |
| w tym Parnawa        | b.d.      | b.d.                   | 60        | 2,7                    | 35        | 2,1                    |
| ESTONIA              | 3008      | 100,0                  | 2193      | 100,0                  | 1664      | 100,0                  |

## Religia
Katolicyzm jest wyznawany przez 47% Polaków w Estonii, ok. 14% Polaków wyznaje prawosławie, ok. 3% stanowią protestanci, ok. 0,9% to Świadkowie Jehowy. Reszta Polaków nie zdefiniowała religii lub jest niewierząca.
| stosunek do religii              | mężczyźni | %     | kobiety | %     | razem | %     |
| -------------------------------- | --------- | ----- | ------- | ----- | ----- | ----- |
| katolicy                         | 304       | 36,9  | 563     | 47,0  | 867   | 42,9  |
| prawosławni                      | 68        | 8,3   | 139     | 11,6  | 207   | 10,2  |
| luteranie                        | 6         | 0,7   | 27      | 2,3   | 33    | 1,6   |
| inni protestanci                 | 10        | 1,2   | 26      | 2,2   | 36    | 1,8   |
| muzułmanie                       | 0         | 0     | 1       | 0,1   | 1     | 0,0   |
| inne religie                     | 0         | 0     | 1       | 0,1   | 1     | 0,0   |
| religia nieznana                 | 4         | 0,5   | 4       | 0,3   | 8     | 0,4   |
| nie posiada religii              | 185       | 22,5  | 193     | 16,1  | 378   | 18,7  |
| ateiści                          | 49        | 5,9   | 32      | 2,7   | 81    | 4,0   |
| nie w stanie zdefiniować religię | 97        | 11,8  | 112     | 9,3   | 209   | 10,3  |
| odmówili odpowiedzi              | 40        | 4,9   | 48      | 4,0   | 88    | 4,4   |
| stosunek do religii nieznany     | 61        | 7,4   | 52      | 4,3   | 113   | 5,6   |
| RAZEM                            | 824       | 100,0 | 1198    | 100,0 | 2022  | 100,0 |

| stosunek do religii              | mężczyźni | %     | kobiety | %     | razem | %     |
| -------------------------------- | --------- | ----- | ------- | ----- | ----- | ----- |
| katolicy                         | 276       | 43,7  | 466     | 48,7  | 742   | 46,7  |
| prawosławni                      | 82        | 13,0  | 132     | 13,8  | 214   | 13,5  |
| luteranie                        | 8         | 1,3   | 23      | 2,4   | 31    | 2,0   |
| Świadkowie Jehowy                | 0         | 0     | 14      | 1,5   | 14    | 0,9   |
| zielonoświątkowcy                | 1         | 0,2   | 3       | 0,3   | 4     | 0,3   |
| staroobrzędowcy                  | 2         | 0,3   | 3       | 0,3   | 5     | 0,3   |
| inne religie                     | 14        | 2,2   | 14      | 1,5   | 28    | 1,8   |
| religia nieznana                 | 0         | 0     | 1       | 0,1   | 1     | 0,1   |
| nie posiada religii              | 136       | 21,5  | 139     | 14,5  | 275   | 17,3  |
| nie w stanie zdefiniować religię | 97        | 11,8  | 112     | 9,3   | 209   | 10,3  |
| odmówili odpowiedzi              | 100       | 15,8  | 141     | 14,7  | 241   | 15,2  |
| stosunek do religii nieznany     | 13        | 2,1   | 20      | 2,1   | 33    | 2,1   |
| RAZEM                            | 632       | 100,0 | 956     | 100,0 | 1588  | 100,0 |

## Języki

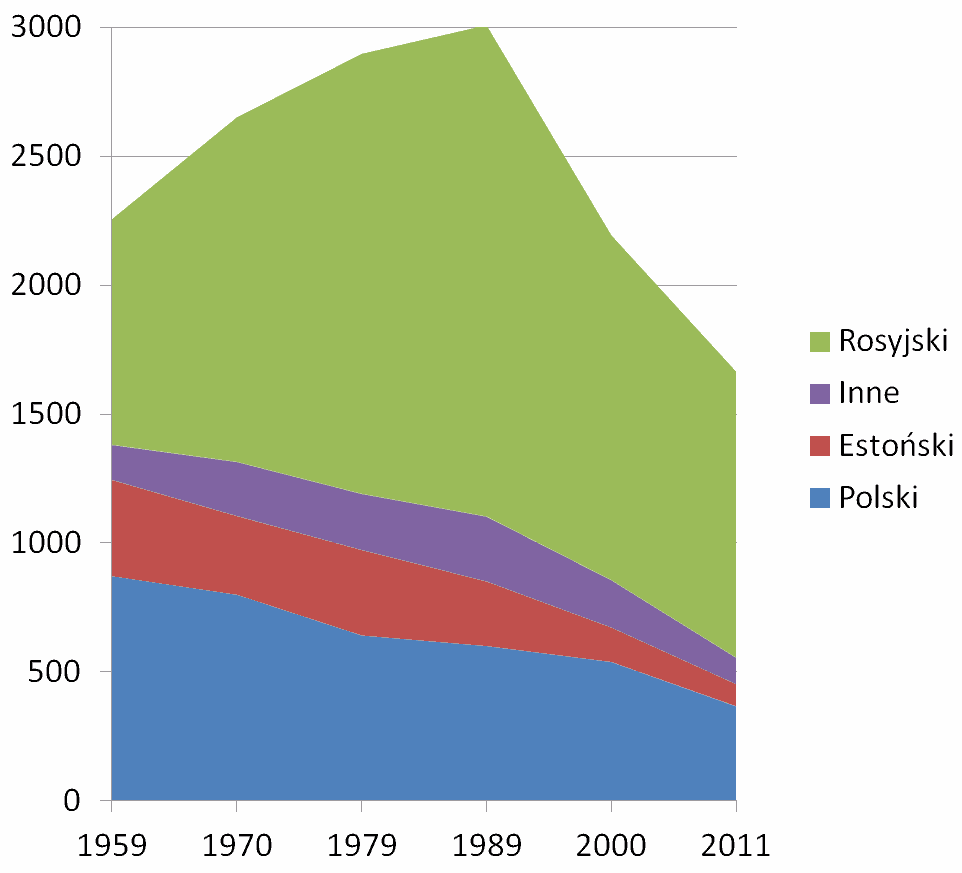
Język ojczysty Polaków w Estonii według spisów narodowych

Polacy w Estonii mówią głównie w języku rosyjskim (67%), polskim (22%), estońskim (5%). Pozostałe 8% Polaków mówi w językach białoruskim, ukraińskim, litewskim, łotewskim i innych.
W Estonii powojennej spisy powszechne 1959–1989 notowały wysoki i wzrastający stopień asymilacji językowej Polaków w Estonii: odsetek Polaków z polskim językiem ojczystym spadł z 39% do 20%, jednocześnie zmniejszyła się ich liczba bezwzględna z 872 os. do 601 os. Natomiast wzrastał odsetek Polaków z rosyjskim językiem ojczystym: z 39% do 63%, w liczbach bezwzględnych z 876 osób do 1906 osób, tym niemniej zachowujących autoidentyfikację polską.
Spadek odsetka (z 17% do 8%) oraz liczby bezwzględnej (z 373 do 250 osób) Polaków z estońskim językiem ojczystym może świadczyć o częściowej zmianie identyfikacji etnicznej z polskiej na estońską.
W Estonii, w okresie pomiędzy spisem 1989 i 2000, zaszły znaczne zmiany w liczebności Polaków z rosyjskim językiem ojczystym: spadek z 1906 do 1338 osób (z 63% do 61%); jednym z głównych czynników tego procesu była emigracja z Estonii części Polaków, którzy nie mieli prawa do otrzymania obywatelstwa estońskiego (w tym okresie masowa emigracja z Estonii była typowa dla ludności napływowej). Zmalała prawie dwukrotnie liczba Polaków z estońskim językiem ojczystym (z 250 do 133 osób), oraz odsetek (z 8% do 6%); jednym z głównych czynników była zmiana autoidentyfikacji etnicznej tej części Polaków, która została już lingwistycznie zasymilowana przez Estończyków.
| Język ojczysty | 1959 | %      | 1970  | %      | 1979  | %      | 1989  | %      | 2000  | %      | 2011  | %      |
| -------------- | ---- | ------ | ----- | ------ | ----- | ------ | ----- | ------ | ----- | ------ | ----- | ------ |
| polski         | 872  | 38,65  | 800   | 30,18  | 642   | 22,16  | 601   | 19,98  | 539   | 24,58  | 367   | 22,06  |
| estoński       | 373  | 16,53  | 305   | 11,51  | 331   | 11,43  | 250   | 8,31   | 133   | 6,06   | 85    | 5,11   |
| rosyjski       | 876  | 38,83  | 1 337 | 50,43  | 1 707 | 58,92  | 1 906 | 63,36  | 1 338 | 61,01  | 1 110 | 66,71  |
| inne           | 135  | 5,98   | 209   | 7,88   | 217   | 7,49   | 251   | 8,34   | 183   | 8,34   | 102   | 6,13   |
| RAZEM          | 2256 | 100,00 | 2651  | 100,00 | 2897  | 100,00 | 3008  | 100,00 | 2193  | 100,00 | 1664  | 100,00 |

Kolejny spis powszechny 2011 roku odnotował spadek o 32% liczebności Polaków z językiem ojczystym polskim – z 539 do 367, jednocześnie zmalał ich odsetek z 25% do 22%; nadal kurczyła się liczba Polaków z estońskim językiem ojczystym (z 133 do 85) i ich odsetek (z 6% do 5%). Natomiast odsetek Polaków z językiem ojczystym rosyjskim wzrósł z 61% do 67%.

## Działalność polonijna

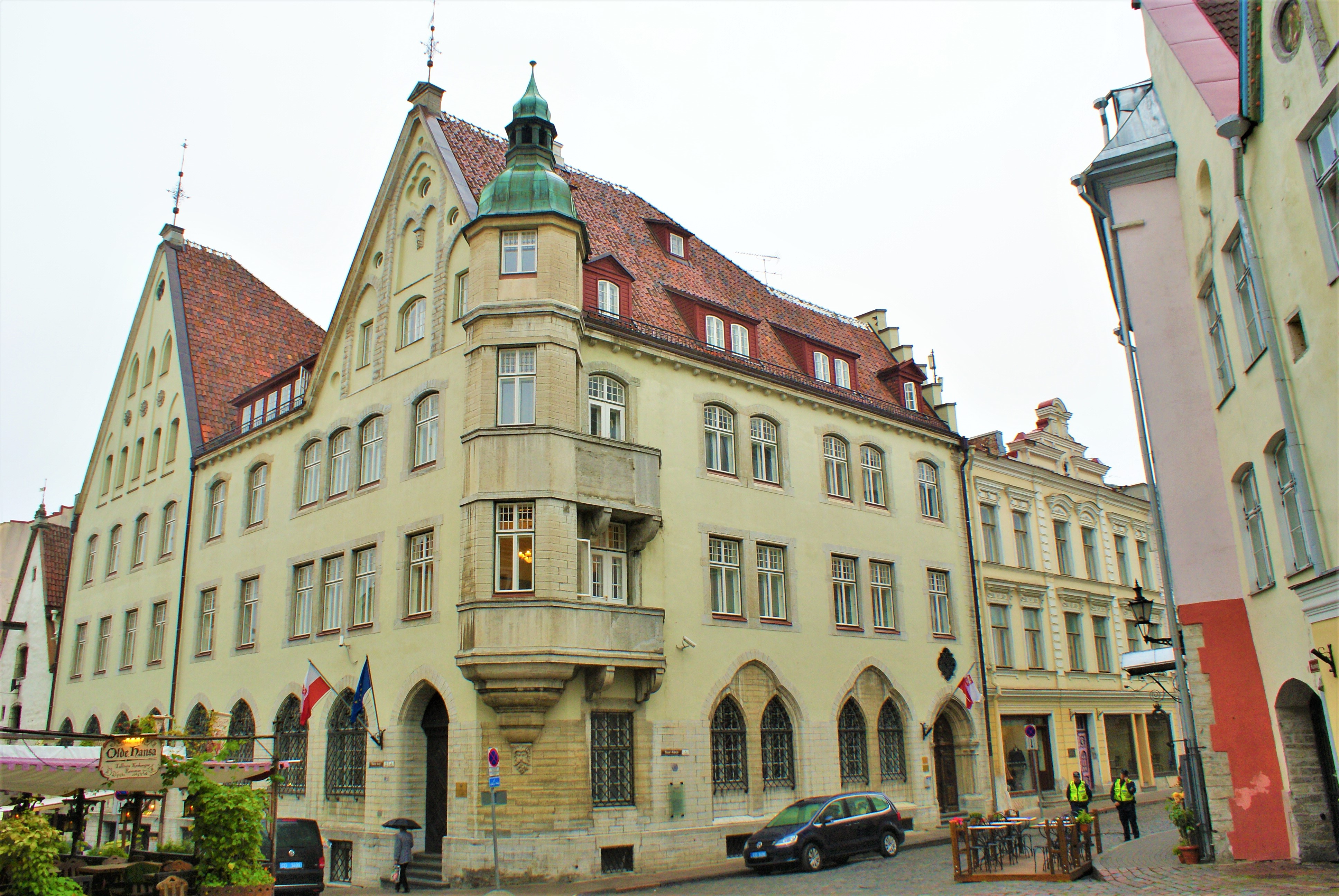
Ambasada RP w Tallinnie

Obecnie działa Związek Polaków w Estonii oraz Stowarzyszenie „Polska-Estonia”. Działalność polskich stowarzyszeń kulturalnych jest ważna m.in. ze względu na fakt, że większość zamieszkałych w Estonii Polaków nie zna języka polskiego.
W Tallinnie polskojęzyczne nabożeństwa katolickie są odprawiane w Katedrze Świętych Apostołów Piotra i Pawła.